# Vencer
Vencer war ein 2010 von Robert Cobben gegründeter niederländischer Automobilhersteller aus Vriezenveen. Das Unternehmen baute Sportwagen in Handarbeit. Das einzige Fahrzeug des Herstellers war der ab 2015 gebaute Vencer Sarthe. Dieser wurde Mitte 2012 angekündigt. Zwölf Stück sollten per Jahr hergestellt werden. Wenige Modelle sollen gefertigt worden sein, ehe das Unternehmen Konkurs anmelden musste.